# 2006年7月

## 7月31日
- 俄罗斯联邦自然资源部称，俄罗斯的一个大型输油管道在靠近乌克兰和白俄罗斯的管段出现严重漏油情况，有可能造成严重的环境灾难。新浪网（页面存档备份，存于）
- 斯里兰卡国防部发表声明说，斯里兰卡政府军当天同猛虎组织在斯里兰卡东北部地区发生激战，造成至少5名政府军士兵和35名猛虎组织成员死亡。新浪网（页面存档备份，存于）
- 晚間北韓士兵朝楊口郡前線非軍事區南方的南韓崗哨開了兩槍，南韓士兵隨即還擊六槍。自由電子報

## 7月30日
- 2006年以黎衝突：以色列一枚炸弹击中黎巴嫩南部小镇迦南中的一座民居，造成50多平民死亡，其中37名儿童。世界各地首脑纷纷表示谴责这次事件。联合国秘书长科菲·安南要求双方立即停火。以色列总理对平民被击表示惋惜，但是拒绝停火。BBC中文网（页面存档备份，存于）世界报（法文）[永久]纽约时报（英文）（页面存档备份，存于）明镜（德文）（页面存档备份，存于）朝日新闻（日文）
- 刚果民主共和国进行首次民主选举。BBC中文网（页面存档备份，存于）世界报（法文）[永久]明镜（德文）（页面存档备份，存于）
- 根据中国国家审计署对已完成项目情况的统计，审计署上半年共审计184个单位，专项审计调查31个单位，查出违规问题金额223亿元人民币，查出损失浪费问题金额99亿元人民币。新浪网（页面存档备份，存于）自由電子報华尔街日报
- 北京為一本記錄江澤民外交活動的新書《为了世界更美好-江泽民出访纪实》舉行首發式。中時電子報[永久]東森新聞報（页面存档备份，存于）新浪网（页面存档备份，存于）
- 華盛頓郵報披露：美國政府正在興建一座高度機密的大型生化武器防衛實驗室。自由電子報
- 斯里兰卡政府军向泰米尔伊拉姆猛虎解放组织（猛虎组织）位于东北部亭可马里地区的目标发动进攻。这是自2002年双方签署停火协议以来，斯里兰卡政府军第一次主动出击。 新浪网（页面存档备份，存于）

## 7月29日
- 委内瑞拉总统对伊朗进行为期3天的正式访问，期间将与伊朗宗教领袖以及总统内贾德举行会谈，重点讨论建立反美战略同盟问题。新浪网（页面存档备份，存于）
- 印度尼西亚警方称，爪哇岛东部一炼油厂发生爆炸，造成将近150人受伤，约7000人逃离家园。新浪网（页面存档备份，存于）
- 巴勒斯坦伊斯兰圣战组织（杰哈德）发表声明证实，有两名杰哈德组织成员在以军的突袭行动中丧生，其中包括杰哈德在约旦河西岸城市纳布卢斯的领导人哈尼·阿维扬。 CCTV（页面存档备份，存于）

## 7月28日
- 索马里宪法和联邦事务部长阿卜杜拉·伊萨克·迪尔罗在一座清真寺外遭枪击身亡。消息传出后，数百人在索马里政府总部大楼外发生骚乱。新浪网（页面存档备份，存于）
- 中國江蘇省射陽縣一家化工廠發生爆炸，截至29日中午已造成22人死亡。新華網
- 为紀念唐山大地震30週年，中國各界人士聚集在唐山抗震紀念廣場上獻花，悼念當年不幸的死難者。東森新聞報（页面存档备份，存于）TVBS新聞網（页面存档备份，存于）中時電子報[永久]東森新聞報（页面存档备份，存于）新浪网（页面存档备份，存于）

## 7月27日
- 英特爾公布十款新型Intel Core 2 Duo（酷睿二雙核心處理器）及Core 2 Extreme（極致版）。自由電子報
- 世界贸易组织总理事会正式批准中止多哈回合貿易談判。新浪网（页面存档备份，存于）
- 2006年以黎衝突：联合国安理会发表主席声明，对以色列袭击位于黎巴嫩南部的联合国观察哨所并造成4名观察员丧生的严重事件表示“极度震惊和悲痛”。联合国总部门前的联合国旗降了半旗，对在黎巴嫩南部以军空袭中死难的4名联合国观察员表示哀悼。 新浪网（页面存档备份，存于）新浪网（页面存档备份，存于）联合国网站新闻中心（页面存档备份，存于）
- 2006年环法自行车赛：冠军弗洛伊德·兰迪斯的A样本试验发现使用睾酮。假如B样本获得同样结果的话兰迪斯将被剥夺冠军荣誉，并在今后两年中不许参加任何比赛。兰迪斯否认使用药物。明镜周刊（页面存档备份，存于）世界报纽约时报（页面存档备份，存于）朝日新闻
- 日本财务大臣谷垣祯一正式宣布他将竞选自民党总裁。新浪网（页面存档备份，存于）
- 女子亞洲盃足球賽4強，北韓隊被中國队1：0淘汰。因为不滿誤判，賽後北韓女將包括鮮于慶善、宋政順及韓慧英追打迪東妮，亞洲足協召開緊急紀律會議，會長哈曼譴責有關暴力。中國队教練馬良行表示理解北韓队员的鹵莽行徑。明報 星島日報新浪网（页面存档备份，存于）
- 台灣男子張漢明在台北总统府大門前，持信號槍朝總統府大門連開13槍後逃逸，警方已在隔天持拘票循線逮捕到張漢明。自由電子報東森新聞報（页面存档备份，存于）新浪网（页面存档备份，存于）
- 中國青藏鐵路通車不到一個月，部分路段出現地基下沉現象。中時電子報[永久]中華網

## 7月26日
- 2006年以黎衝突：联合国秘书长科菲·安南对以色列空军炸弹击中联合国驻黎巴嫩观察员据点一事提出强烈抗议，并指责以色列蓄意攻击联合国设施。以色列驻联合国大使反驳这个指责是过早和错误的。以色列总理对误击联合国人员表示沉重惋惜，并表示已开始调查这个事故。中国外交部部长助理翟隽紧急约见以色列驻华大使海逸达，对以色列提出严重抗议，要求道歉并提供赔偿。明镜周刊（页面存档备份，存于）纽约时报BBC中文网（页面存档备份，存于）新浪网（页面存档备份，存于）CNN（页面存档备份，存于）联合国网站新闻中心（页面存档备份，存于）
- 中國政府關閉學術網站「世紀中國」和它的附屬論壇網站。中時電子報[永久]BBC中文网（页面存档备份，存于）
- 德国同以色列、美国、英国、法国、卢森堡、希腊和意大利签署协议，同意向各国学者公开纳粹大屠杀的档案资料。 此外，比利时、荷兰和波兰3国随后也将签署此项协议。新浪网（页面存档备份，存于）

## 7月25日
- 今年第五號颱風（KAEMI）：
  - 於7月24日晚間11時45分從台東縣成功鎮登陸台灣本島，並曾為當地帶來17級的強烈陣風（60.1公尺／秒）。隨後在清晨4時05分在嘉義縣東石鄉附近出海，進入台灣海峽北部，朝西北西方向移動。中時電子報[永久]中時電子報[永久]TVBS新聞網（页面存档备份，存于）
  - 中心于下午3点50分在中国福建晋江围头镇沿海登陆，登陆时中心附近最大风力有12级（33米／秒）。新浪网（页面存档备份，存于）
- 2006年以黎衝突：以色列军队炸死四名联合国观察员，其国籍分別為为中国、奥地利、加拿大和芬兰，其中中國籍的觀察員名字為杜兆宇。BBC中文网（页面存档备份，存于）東森新聞報（页面存档备份，存于）新浪网（页面存档备份，存于）
- 亞洲各國政府對於世界貿易組織的談判破裂之結果表示失望，但矢言將繼續努力，致力重啟會談。自由電子報
- 委內瑞拉總統飛抵俄羅斯訪問三天，將與俄國總統簽署總金額逾十億美元的軍購合約。中時電子報[永久]
- 日本厚生勞動省發表統計指出，去年日本女性平均壽命達85.49歲，這已經是連續21年居全球首位。東森新聞網（页面存档备份，存于）

## 7月24日
- AMD宣布54亿美元收购ATI。新浪网（页面存档备份，存于）
- 2006年以黎衝突：
  - 美國國務卿訪問以色列之前，突然飛到黎巴嫩的貝魯特，展開中東和平斡旋任務。中時電子報[永久]中時電子報[永久]
  - 以色列總理表示，可以接受由歐洲國家組成的和平部隊進入黎巴嫩南部。 番薯藤新聞（页面存档备份，存于）BBC中文網（页面存档备份，存于）
- 香港《南華早報》引據消息指出，因贪污腐败案件入獄的中國最高層官員，前北京市委書記陳希同，已於日前獲得保外就醫。中時電子報[永久]
- 《華盛頓郵報》報導，根據衛星照片顯示，巴基斯坦正在興建第二座鈽反應爐。中時電子報[永久]自由電子報
- 美国、欧盟、日本、澳大利亚、巴西和印度的部长级会谈，因未能就关键的农业补贴和非农产品市场准入问题达到一致，决定中止已持续近五年之久的杜哈回合貿易談判。BBC中文网（页面存档备份，存于）

## 7月23日
- 2006年环法自行车赛落下帷幕，来自瑞士峰力听力系统车队的弗洛伊德·兰迪斯夺得冠军。网易[] ABC新闻（页面存档备份，存于）
- 巴格達發生汽車炸彈的自殺攻擊，至少造成33人死亡。BBC中文網（页面存档备份，存于）
- 台灣民進黨第十二屆第一次全國黨員代表大會以過半數同意決議解散派系。明報即時新聞
- 印度尼西亚苏拉威西岛当天发生芮氏6.1级地震。新浪网（页面存档备份，存于）
- 伊拉克前总统萨达姆·侯赛因在绝食进入第17天时被送入医院接受治疗。新浪网（页面存档备份，存于）
- 前以色列總理中風昏迷六個月後，傳出病情惡化的消息。東森新聞報（页面存档备份，存于）

## 7月22日
- 据中国地震台网测定，北京时间09时10分22.6秒，在云南盐津（北纬28.0，东经104.2）发生芮氏5.1级地震。地震已造成19人死亡，其中盐津县16人死亡，大关县3人 新浪网（页面存档备份，存于） 新浪网（页面存档备份，存于）中国地震信息网[]
- 2006年以黎衝突：
  - 多達一萬名黎巴嫩移民聚集在市中心，抗議以色列軍隊轟炸黎巴嫩與侵略的行為。東森新聞報（页面存档备份，存于）新浪网（页面存档备份，存于）
  - 以色列地面部隊大舉進軍黎巴嫩南部，佔據一座主要村莊，並與伊斯蘭教什葉派激進組織「真主黨」爆發激戰。中時電子報[永久]
- 台灣民進黨第十二屆第一次全國黨員代表大會開幕，同月23日閉幕。

## 7月21日
- 台灣台北市政府在接受各界推薦並進行初審後，通過陳維英入祀孔廟，待複審委員會確定後即可依規畫在9月28日孔子誕辰舉辦入祀，此為孔廟87年來首度舉辦的入祀活動，上一次舉辦的時間是民國8年（1919年）。中國時報[永久]
- 《日本经济新闻》因登载了已故日本昭和天皇不满靖国神社合祭二战甲级战犯的文章，新闻大楼遭汽油弹袭击。新浪网（页面存档备份，存于）
- 泰国国王普密蓬·阿杜德签署了新一轮下议院选举令，选举定于今年10月15日举行。新华网 Archive.today的存檔，存档日期2013-04-28
- 碧利斯颱風在中國造成的死亡人數暴增一倍，達到482人，其中湖南省資興市一地即有197人死亡。中時電子報[永久]新浪网（页面存档备份，存于）
- 中国外交部副部长武大伟和日本外务审议官西田恒夫分别率团在北京钓鱼台国宾馆举行了第十次中日安全对话。 新浪网（页面存档备份，存于）
- 「南方共同市場」的五國元首在兩天的高峰會議後於阿根廷科多瓦宣示，將致力整合南方共同市場、安地斯山共同體，及催生涵蓋南美洲的單一自由貿易集團。自由電子報中時電子報[永久]
- 台灣大法官會議以釋字613號解釋，宣告國家通訊傳播委員會（NCC）組織法第四條關於NCC委員依政黨比例任命的規定違憲，並訂出落日條款。自由電子報
- 國際天文聯合會發布通報，確認台灣墾丁星星村天文台蔡元生和呂科智在7月18日發現的新天體為超新星，並給予編號：sn2006ds。中國時報[永久]

## 7月20日
- 据路透社最新报道，爪哇地震灾区的死亡人数已经升至550人，另有至少275人失踪。中国日报 Archive.today的存檔，存档日期2013-04-28
- 台灣汉光22号演习实兵演练在宜兰县登场。新华网（页面存档备份，存于） NOWnews.com
- 2006年以黎衝突：据以色列《国土报》报道，目击者称，至少有58名平民和一名真主党成员死于19日以色列对黎巴嫩实施的空袭行动，这使黎巴嫩死于以色列军事行动的人数超过300人。新浪网（页面存档备份，存于）
- 世界首富比尔·盖茨通过比爾與美琳達·蓋茨基金會向全球爱滋病疫苗研究捐赠了2.87亿美元。BBC中文网（页面存档备份，存于）
- 三百多位台灣法輪功學員舉辦悼念活動。在美國華府亦有舉辦類似集会。自由電子報大紀元時報大紀元時報
- 美国总统布什在白宫会见了中华人民共和国中央军事委员会副主席郭伯雄。在会见中，双方就国际与地区安全、中美两国两军关系等问题交换了意见。新浪网（页面存档备份，存于）

## 7月19日
- 科索沃最终地位第七轮谈判未能取得实质性进展。新华网 Archive.today的存檔，存档日期2013-04-28
- 南韓媒體「中央日報」指出北韓最高領導人金正日已經在日前頒布「戰時動員令」。南韓政府高層人士表示，媒體上述報導「與事實不符」。 東森新聞報（页面存档备份，存于）TVBS新聞網（页面存档备份，存于）中時電子報（页面存档备份，存于）
- 2006年以黎衝突：一小支以色列地面部隊越過以、黎邊境，進入黎巴嫩南部，搜索真主黨舖設的地道和武器。此引起國際社會關注是否為地面入侵戰爭鋪路。東森新聞報（页面存档备份，存于）新浪网（页面存档备份，存于）
- 中国互联网信息中心发布《第十八次中国互联网络发展状况统计报告》。报告显示，截止到2006年6月30日，中国网民人数达到了1.23亿人，与去年同期相比增长了19.4%，其中宽带上网网民人数为7700万人，在所有网民中的比例接近2/3。 新华网（页面存档备份，存于）CNNIC
- 一架由越南胡志明市飛回台灣的華航班機上，發生一位美國籍越南裔男性旅客在機上「疑似」情緒不穩，擊破機上側窗的鬧機事件。中時電子報
- 美国总统布什否决联邦资助干细胞研究法案。BBC中文网（页面存档备份，存于）

## 7月18日
- 世界第一艘核子動力航空母艦─美國企業號靠泊南韓釜山海軍第三艦隊碼頭，遭到南韓激進市民團體「釜山市民連帶」成員的冒雨示威。中時電子報
- 美國參議院通過了爭議性幹細胞研究法案，眾議院也已獲得通過。法案規定，聯邦政府的研究經費可用於人體胚胎幹細胞的研究。布什總統稱將動用否決權。大紀元時報新浪网（页面存档备份，存于）
- 美國國防部長在会见中国中央军事委员会副主席郭伯雄。他敦促郭伯雄不要因為台灣參與夏威夷亞太安全研究中心的會議、以及新加坡香格里拉對話，中國就杯葛這兩項活動。同时，双方同意，在年内举行两国海军海上联合搜救演习；就查找朝鲜战争前后涉美失踪、被俘人员开展军事档案合作；继续加强两军院校、中青年军官交流以及其他领域的合作。自由電子報新浪网（页面存档备份，存于）

## 7月17日
- 碧利斯颱風從中國福建登陸後，雖減弱為熱帶低氣壓，不過仍對中國東南部造成嚴重災情，其引起的湖南、福建、广东、广西、浙江、江西等6省区的洪涝灾害，共造成2833.5万人不同程度受灾，因灾死亡612人，失踪208人，紧急转移安置306.8万人，倒塌房屋26.2万间，损坏房屋30.7万间；因灾直接经济损失200.4亿元人民币。TVBS新聞網（页面存档备份，存于）TVBS新聞網（页面存档备份，存于）自由電子報新浪网（页面存档备份，存于）
- 印尼中部爪哇島對開海底在當地時間下午三時十九分發生黎克特制7.7級強烈地震，西爪哇一個海灘出現兩米高的大浪，地震也令印尼首都雅加達及爪哇的高層建築物出現搖晃，持續最少兩分鐘。据报道，已经有327人死亡，160人失踪。明報新聞網新浪网（页面存档备份，存于）
- 福特汽車成為全球第一家開始生產氫引擎的汽車製造商，這種引擎只會釋放少量但乾淨的水蒸氣。自由電子報

## 7月16日
- 出席G8同開發中國家领导人对话会议的中国国家主席胡锦涛，在俄罗斯圣彼得堡同美国总统布什会晤。新浪网（页面存档备份，存于）
- 受活躍西南季候風影響，凌晨香港下起暴雨，香港天文台發出黑色暴雨警告。在凌晨2時至3時的一小時內，天文台總部錄得115.1毫米雨量，打破了天文台有紀錄以來的最高時雨量紀錄。香港天文台新聞公佈（页面存档备份，存于）東森新聞報（页面存档备份，存于）
- 2006年以黎危機：以色列與黎巴嫩民兵真主黨之間的衝突越演越烈，真主黨首度動用新型飛彈，對以色列第三大城市海法發動攻擊行動，造成九人喪生、數十人受傷。自由電子報
- 应美国国防部长的邀请，中华人民共和国中央军事委员会副主席郭伯雄上将抵达洛杉矶，开始美国之行。新浪网（页面存档备份，存于）
- 全球第一架以傳統乾電池為動力的載人飛機，在日本琦玉縣桶川進行試飛，上衝至地面上五公尺高。大紀元時報

## 7月15日
- 聯合國安全理事會通過就北韓試射導彈的決議案，要求北韓終止所有與彈道導彈計劃有關的活動。北韓駐聯合國大使朴吉淵則以創紀錄的速度回應表示拒絕接受，誓言平壤將會進行更多飛彈試射。明報即時新聞自由電子報
- 一批蒙面的伊拉克叛軍闖入位於巴格達的伊拉克奧運委員會辦公室，在光天化日之下擄走30名與會成員，包括該國奧委會主席。東森新聞報（页面存档备份，存于）
- 第4屆世界合唱比賽在中國福建省廈門市開幕。
- 吳乃德、紀萬生、張富忠、范雲、吳介民、黃長玲、吳叡人、李丁讚、林國明、徐斯儉、陳明祺、郭宏治、陶儀芬、黃洛斐與簡錫堦共同發起親綠學者715聲明〈民主政治和台灣認同的道德危機：我們對總統、執政黨和台灣公民的呼籲〉，呼籲中華民國總統陳水扁辭職下台。

## 7月14日
- 意甲球會操控球賽醜聞案宣判，三間意甲球會包括祖雲達斯、拉齐奥及佛罗伦萨在下季被判落乙組聯賽，當中以祖雲達斯最為嚴重，除了被褫奪過去兩屆甲組聯賽冠軍資格，在下季聯賽需要被扣30分，而拉素及費倫天拿亦需要扣7分及12分。AC米蘭是案件中唯一無需降班的球會，但下季聯賽被扣15分，而且被禁止參加來季的歐洲賽事，以上球會可於五天內向意大利體育法庭提出上訴。雅虎香港（页面存档备份，存于）
- 2006年以黎危機：以色列轟炸機再度從陸海空三面發動對黎巴嫩的攻勢，據美聯社報導，以色列戰機摧毀了真主黨貝魯特總部的建築物，但真主黨領袖納斯雷拉赫與家人逃過一劫。自由電子報 維基新聞。
- 聽聞達賴喇嘛將赴塔爾寺朝聖之謠傳的藏族牧民們，不斷湧入寺廟附近，人數大約有上萬人之多。中時電子報

## 7月13日
- 安阳殷墟成为继四川大熊猫栖息地之后中国的第33处世界遗产。人民网（页面存档备份，存于）
- 以色列軍隊持續攻擊黎巴嫩首都貝魯特國際機場，同時封鎖該國的海運交通。黎巴嫩政府表示，以軍的行為形同戰爭。東森新聞報（页面存档备份，存于） 維基新聞
- 碧利斯颱風雲帶侵襲菲律賓，大水加上土石流，已經造成至少9人死亡。TVBS新聞網（页面存档备份，存于）
- 搶救國文教育聯盟在台灣的中國文化大學推廣教育中心舉行記者會，同時發動連署，並表示準備向聯合國教科文組織提出申請，將正體字列為世界文化遺產。Yahoo!奇摩新聞、中央通訊社

## 7月12日
- 在南韓釜山進行談判，北韓宣稱積極發展武力對南韓有利，可以保護朝鮮半島安全。東森新聞網（页面存档备份，存于）
- 黎巴嫩「真主黨」游擊隊越界擄獲兩名以色列士兵，以色列隨即大舉轟擊黎南設施和真主黨目標，並搜尋被俘的士兵。中時電子報
- 在2006年瑞士洛桑田径超级大奖赛男子110米栏的比赛中，中国选手刘翔以12秒88打破13年未变的世界纪录，并夺得冠军。中国新闻网
- 中國四川大熊猫栖息地被列入世界遗产名录。搜狐（页面存档备份，存于）
- 法國足球員就世界杯決賽的行為懇求全球小孩子寬恕，並透露當時意大利的說了侮辱他母親和姐姐的話。明報（页面存档备份，存于）

## 7月11日
- 印度孟買火車發生連串爆炸，多個車卡被毀，警方表示至少135人死亡。Yahoo!新聞
- 欧盟财长做出决定，斯洛文尼亚2007年开始用欧元，并确定了1：239.64托拉尔的兑换率。德国之声中文网（页面存档备份，存于）

## 7月10日
- 一個旅遊團在西藏五千公尺高原上的納木錯附近遭遇遊覽車故障事故，致使十餘名遊客出現嚴重高原反應而休克，所幸最終獲救。中時電子報
- 中國貴州貴陽市內拒絕辦理暫住証的幾百人包圍派出所、警車及出租車。贵州都市报
- 车臣游擊隊領袖巴萨耶夫被俄軍击毙。新浪（页面存档备份，存于）自由電子報
- 巴基斯坦国际航空688次航班从木尔坦起飞后仅3分钟就坠地爆炸，机上45名乘客和机组乘员全部罹难。tom.com[]
- 台灣台開案偵結，檢察官正式起訴被告，其中趙建銘被求處徒刑八年，其父親趙玉柱為十年。國際媒體多認為這是對陳水扁總統領導地位的另一次重擊。中時電子報[永久]聯合新聞網
- 位於紐約曼克頓第62街的一棟四層高大樓在爆炸中倒塌。維基新聞（页面存档备份，存于）CNN新聞

## 7月9日
- 美军说又有四名士兵被控姦殺一位伊拉克女性。維基新聞（页面存档备份，存于）美聯社 （页面存档备份，存于）
- 中國女雙組合晏紫與鄭潔，贏得2006年溫布頓網球公開賽女雙冠軍。明報即時新聞
- 意大利憑以5-3，總比數6-4擊敗法國，奪得2006年世界杯足球賽冠軍（至延長賽止為1-1）。CNN[]
- 一架乘載200人的俄罗斯西伯利亚航空公司A-310客机，在西伯利亞降落時失事，造成至少150人死亡的意外。TVBS新聞網（页面存档备份，存于）新浪网（页面存档备份，存于）東森新聞報（页面存档备份，存于）
- 朝鮮半島緊張局勢升級。北韓領袖金正日表明，絕不會向美國作出讓步，也談到準備全面戰爭。日本外相麻生太郎則說，該國有權先發制人。南韓總統盧武鉉透過青瓦台發表聲明，批評日本對北韓試射飛彈一事大驚小怪。明報即時新聞自由電子報
- 印度成功試射第一枚可攜帶核武的中程彈道飛彈，並在試射前通知鄰國巴基斯坦。自由電子報烈火-3型中程弹道导弹在升空后发生故障，坠落在奥里萨邦附近的大海里，未能击中预定目标。北京晚报（页面存档备份，存于）

## 7月8日
- 中華民國外交部證實了南非陳姓台商一家四口慘遭滅門的消息。東森新聞報（页面存档备份，存于）TVBS新聞網（页面存档备份，存于）
- 香港首次發生因進食生海膽73人大規模食物中毒事件。Yahoo新聞

## 7月7日
- 英國倫敦7月倫敦爆炸事件一周年，英國全國默哀，各地民眾在當地時間中午默哀兩分鐘，交通停頓。前一日，卡塔爾半島電視台播出其中一名涉案自殺式兇手的錄影講話片段，聲稱去年發生的連環炸彈爆炸，只是恐怖襲擊浪潮的開端。Yahoo!新聞Yahoo!新聞

## 7月6日
- 中國和印度重新開放了連接中國西藏自治區亞東縣與印度錫金段、中斷40多年的乃堆拉山口。明報即時新聞
- 一個專家小組發表他們基于詹姆斯·勒弗洛克教授新书主题的研究結果，指出氣候轉變是真實的，雖然不會帶來災難性結果但是後果仍然嚴重。BBC新聞（页面存档备份，存于）
- 中華人民共和國與蒙特內哥羅在北京共同簽署建交公報，兩國正式建立大使級外交關係。新華網（页面存档备份，存于）
- 中國及俄羅斯反對聯合國安全理事會通過譴責北韓試射飛彈，並制裁北韓當局的決議案。中時電子報[永久]
- 加拿大人權團體公布報告指出，中國涉嫌大規模摘取監獄囚犯的活體器官並出售牟利，受害者大多是法輪功信徒。中國駐加國大使館立即發表聲明加以反駁，強調此一報告「毫無根據而且偏頗」。自由電子報

## 7月5日
- 北韓凌晨发射了6枚导弹，其中包括五枚中短程导弹，以及一枚大浦洞-2远程导弹，全部都落在日本海，日本政府對此表示嚴重抗議，並發動經濟制裁，禁止北韓船隻在未來半年內進入日本港口。南韓參謀首長聯席會議官員指出，第七枚北韓飛彈約在當地時間下午五時二十分升空，發射地點為江原道安邊的中程飛彈基地。新浪网（页面存档备份，存于）BBC中文网（页面存档备份，存于）中時電子報[永久]中時電子報[永久]

## 7月4日
- 中國河北省廊坊市文安縣發生5.1級地震。北京、天津等地區感受到震動。Yahoo!新聞
- 发射升空。中国广播网（页面存档备份，存于）

## 7月3日
- 墨西哥聯邦選舉委員會發佈總統選舉初選結果表示，由於票數太過接近，7日才能宣佈當選名單，不過，國家行動黨總統候選人菲利浦·卡德隆再次宣佈自己當選。中時電子報[永久]東森新聞報（页面存档备份，存于）
- 由於希臘政府提出一條干預体育运动的新法例，國際足協下令禁止希臘足球聯盟屬下球會參加球賽，直至另行通知。BBC SPORT（页面存档备份，存于）
- 韩国亲日反民族行为真相查明委员会发布1904年至1919年期间亲日反民主行为者名单120人。中新网（页面存档备份，存于）
- 一小支以色列軍方部隊開進了加沙地帶，準備負責尋找地道和地雷。BBC新聞（页面存档备份，存于）
- 日本民主黨代表小澤一郎正乘搭飛機前往北京訪問中國。亞洲時報（页面存档备份，存于）
- 西班牙一列地下鐵路列車在巴倫西亞市出軌並翻側，三十多人死亡，十二人受傷。西班牙內政部表示，事件絕非是恐怖主義襲擊，相信是超速和煞車掣失靈所致。Yahoo!新聞

## 7月2日
- 以色列派出戰機向巴勒斯坦總理伊斯梅尔·哈尼亚的辦公樓發射了兩枚導彈。多維新聞 （页面存档备份，存于）國際在線[永久]
- 太空穿梭機發現號因為佛羅里達州的風暴而延遲到4日升空。CBC News（页面存档备份，存于）
- 墨西哥舉行大選，選出新一屆總統及議會。明報即時新聞
- 中國一艘海洋探測船駛近東海有主權爭議的釣魚台（日本稱尖閣諸島）水域。日本海上保安廳曾發出警告，但中國海洋探測船沒有理會，日本內閣官房長官安倍晉三表示抗議。同時，南韓亦派測量船到有主權爭議的獨島（日本稱竹島）考察，日本海上保安廳上警告南韓不要派船，否則會採取適當行動。Yahoo!新聞 明報即時新聞

## 7月1日
- 2006年环法自行车赛在法国东北部的斯特拉斯堡进行了7.1公里个人计时赛的开幕战，法国农业信贷银行车队的挪威选手胡斯奥福德获得冠军，抢先穿上了黄色领骑衫。新华网
- 美國有研究指出喝脫咖啡因的咖啡有助於減低糖尿病的風險。BBC（页面存档备份，存于）
- 由青海格爾木至拉薩的一段青藏鐵路正式通車。中共中央總書記、中國國家主席胡錦濤主持通車儀式。 香港電台[永久]
- 香港民間人權陣線發起七一遊行，爭取普選，前政務司司長陳方安生亦有出席遊行，民陣稱有5.8萬人參加，而警方則稱有2.8萬人參加，但一般估計都比去年要多。Yahoo!新聞中時電子報[永久]
- 俄罗斯卢布成为可自由兑换货币。新华网（页面存档备份，存于）、BBC中文网（页面存档备份，存于）